# Противостояние в Мукачеве
Противостояние в Мукачеве (июль 2015 года) — инцидент, произошедший в городе Мукачево Закарпатской области Украины на почве конфликта между активистами закарпатского «Правого сектора» и депутатом Верховной рады Украины Михаилом Ланьо.

## Ход событий
Днём 11 июля 2015 года в Мукачево во время встречи депутата Верховной рады Михаила Ланьо и командира 1-го запасного батальона ДУК «Правый сектор» Романа Стойки («Чесний»), которого сопровождала группа вооружённых подчинённых на четырёх внедорожниках, произошла перестрелка, в результате которой погиб один человек.
После того, как на место стрельбы прибыли сотрудники милиции, бойцы «Правого сектора», бросив дымовую шашку, прорвали заслон и вырвались за город. На трассе «Киев-Чоп» у села Лавки их ожидал блокпост милиции, объявившей план «Перехват». На место выехало руководство МВД области во главе с начальником УМВД Сергеем Шараничем. Бойцы «Правого сектора» прорвались с боем, применив автоматы, пулемёт, установленный на одной из машин, и гранатомёты. В результате три машины милиции были уничтожены, была подожжена автозаправочная станция, у которой происходило столкновение. В ходе перестрелки были ранены шесть милиционеров, пострадали и трое мирных граждан, которые случайно оказались на месте боя.
Бросив автомобили, бойцы «Правого сектора» скрылись в соседнем лесном массиве, где и заняли оборону. В ходе инцидента двое из них были убиты, а ещё четверо получили ранения. С ними попытался выйти на переговоры депутат Верховной рады и один из самых влиятельных людей Закарпатья Виктор Балога. Позже появилась информация, что именно он финансирует закарпатский «Правый сектор».
По словам Балоги, блокированные бойцы выдвинули 2 условия:
- Лидер «Правого сектора» Дмитрий Ярош должен приказать им сложить оружие;
- Им нужны гарантии того, что их сразу же отправят в Киев, в СБУ[16].

Президент Украины Пётр Порошенко потребовал немедленно наказать тех, кто начал войну в мирном городе. Генеральная прокуратура Украины (ГПУ) в тот же день создала специальную межведомственную группу для расследования этого инцидента, а впоследствии было открыто уголовное производство по правонарушениям, предусмотренным частью первой статьи 255 «Создание преступных организаций» и частью второй статьи 258 «Террористический акт» Уголовного кодекса Украины.
Спецподразделения СБУ и МВД всю ночь 12 июля готовились штурмовать позиции бойцов в лесу. Операцией руководил лично глава СБУ Василий Грицак. Штурм, однако, был отложен в связи с тем, что в Закарпатье прилетели Дмитрий Ярош в сопровождении командира ДУК ПС Андрея Стемпицкого и лидера партии «Правый сектор» Андрея Тарасенко и Ярош начал переговоры с Грицаком и Порошенко об урегулировании ситуации. По словам Яроша, он потребовал от руководства страны арестовать Михаила Ланьо и Виктора Медведчука, которому подчиняется руководство местной милиции.
«Правый сектор» на своём официальном сайте разместил обращение к украинскому народу, заявив, что лица, приближённые к депутату Ланьо, вместе с сотрудниками милиции попытались уничтожить базу «Правого сектора» в городе Мукачево и в ходе ожесточённого боя два бойца «Правого сектора» были убиты и четверо ранены. По утверждению организации, её бойцы прорвали оцепление и отступили в горы, а сотрудники милиции, причастные к этой операции, находятся на содержании Виктора Медведчука.
12 июля под Мукачево прибыли подразделения национальной гвардии и военная техника с Яворивского полигона под Львовом.

### Версии
В распространённом пресс-службой «Правого сектора» видеосообщении, которое заблокированные в лесу бойцы записали на мобильный телефон, утверждалось, что конфликт начался за 3 дня до перестрелки, когда Михаил Ланьо вызвал их на переговоры на территорию своей спортивной базы «Антарес» в связи с тем, что патрули ДУК ПС перекрыли контрабандные потоки в регионе. В спорткомплексе их встретило несколько десятков вооружённых людей. Во время переговоров Ланьо якобы заявил, что эта территория и контрабандный бизнес принадлежат ему, что они с начальником УМВД Украины в Закарпатской области Сергеем Шараничем никого к нему не допустят, а также что за ними стоит Виктор Медведчук, после чего начал угрожать приехавшим. На этом командир батальона ДУК ПС, по его словам, прервал разговор и заявил, что намерен продолжать свою работу. Покинув кабинет депутата, бойцы ДУК ПС заметили, что охрана усилилась спецназом на двух джипах с пулемётными установками, в результате чего они приняли решение кинуть дымовую шашку, чтобы под прикрытием дымовой завесы выехать с территории спорткомплекса. В результате начавшейся стрельбы один боец «Правого сектора» получил ранение. На выезде бойцов попытались остановить сотрудники милиции, которые предложили им сложить оружие, иначе они будут уничтожены.
По версии депутата Ланьо, к нему пришли представители ПС, прошли к нему в офис, пили с ним кофе. Представители «Правого сектора» якобы просили его помочь в устройстве ветеранов АТО в санаторий, а Ланьо ответил согласием. В дальнейшем, в ходе продолжавшегося в офисе разговора, на улице прозвучал выстрел. Зашедший в офис помощник Ланьо сообщил, что убили какого-то парня. На вопрос Ланьо о том, что происходит, командир батальона ответил: «Я же говорю, Миша, что они приходят все контуженые, им надо помогать». После этого, по его словам, чтобы успокоить «ребят из ПС», они вышли во двор, и командир батальона дал команду занести тело на территорию. Пострадавший скончался через несколько дней.
На стороне милиции в событиях приняли участие люди в спортивных костюмах, которых пресс-секретарь МВД Украины Артём Шевченко сначала назвал «сотрудниками милиции, которые были подняты по тревоге и не успели переодеться в форменную одежду». Позже он заверил, что человек в спортивных брюках, который фигурирует на видео, снятом Радио Свобода и Reuters, — местный охотник Николай Йовбак. После этого появилась информация, что Йовбак — человек из окружения народного депутата Ланьо, которую сам Йовбак опроверг, заявив, что является помощником инспектора на общественных началах и ни в кого не стрелял.

### Действия «Правого сектора»
Уже 11 июля «Правый сектор» объявил полную мобилизацию и начал бессрочную акцию протеста (продлившуюся до 19 июля) перед зданием Администрации президента Украины в Киеве с требованием отставки министра внутренних дел Украины Арсена Авакова, а также отставки и привлечения к уголовной ответственности руководителей милиции Закарпатской области. К протесту присоединились активисты националистической организации «Сич». Акции «Правого сектора» были организованы перед зданиями местных управлений МВД в Херсоне, Тернополе и Днепропетровске, на площади Свободы в Харькове и перед зданием Областной государственной администрации во Львове. С целью блокирования перемещений военной техники и личного состава Национальной гвардии в направлении Мукачево активисты «Правого сектора» установили блокпосты на трассе в районе Львова и на трассе Львов-Тернополь. Также были установлены блокпосты на выездах из Киева в сторону Борисполя и Житомира.

12 июля «Правый сектор» опубликовал на своём сайте обращение к украинским военнослужащим: 
… Пока мы проливаем свою кровь в окопах, стая циничных мошенников продолжает грабить и разорять Украину. Мы все знаем, что нас ждёт, когда мы вернёмся домой после победы — разруха, упадок и бедность.
Мы, бойцы ДУК ПС, считаем, что борьба с этими мародёрами не менее важна, чем с внешним врагом. Мы взяли на себя ответственность вступить в бой с коррупцией, контрабандой, наркотрафиком и другими позорными преступлениями, к которым имеют прямое отношение высшие должностные лица нашего государства.
11 июля наши собратья, которые прошли войну и вернулись домой на Закарпатье, вступили в неравный бой с местными криминальными бандами, которые действуют под прикрытием и при поддержке милиции. Два бойца ДУК погибли. Погибли не от рук врагов на Востоке, а от рук вооружённых бандитов и милиции у себя дома… Мы имеем информацию о том, что режим планирует использовать для уничтожения патриотов бойцов ВСУ, с которыми мы прошли тяжёлыми дорогами войны… Власть пытается столкнуть нас лбами, заставить стрелять друг в друга, а не в настоящих врагов Украины. Власть хочет, чтобы между нами пролилась кровь и больше никогда мы не подали друг другу руки.
Мы призываем вас не выполнять преступных приказов… ДУК и ВСУ нечего делить. У нас общая цель: построение нового и справедливого государства. За это мы каждый день рискуем своей жизнью как на фронте, так и в тылу. И только вместе мы победим.

## Реакция на события

### Реакция властей
13 июля на заседании Военного кабинета Совета национальной безопасности и обороны Порошенко потребовал «жёсткого и принципиального расследования всех, кто к этому причастен».
Верховная рада 14 июля поддержала создание Временной парламентской комиссии по расследованию обстоятельств конфликта в Закарпатской области, которую возглавил народный депутат Николай Паламарчук. Комиссии было предписано осуществление парламентского контроля над непредвзятым и прозрачным расследованием обстоятельств конфликта.
Премьер-министр Украины Арсений Яценюк в интервью агентству Associated Press заявил: «Речь не идёт о „Правом секторе“. Речь идет о коррупции и контрабанде, и оружии на улицах… Они поддерживали контрабандистов и контрабанду, и за преступления, которые были совершены, все понесут ответственность». 13 июля Яценюк поручил председателю Государственной фискальной службы Роману Насирову уволить всех работников Закарпатской таможни.
15 июля Пётр Порошенко уволил Василия Губаля с должности председателя Закарпатской облгосадминистрации и назначил на его место Геннадия Москаля. Одновременно все главы районных администраций Закарпатской области написали заявления об увольнении и 17 июля были освобождены от занимаемых должностей. Также были назначены новые начальники управлений МВД и СБУ по Закарпатской области (при этом прежний начальник управления МВД по Закарпатской области Шаранич был переведён с повышением на должность первого заместителя начальника Департамента уголовного розыска МВД Украины). Президент Порошенко поручил провести «перезагрузку» всего личного состава Государственной пограничной службы в Закарпатской области.
По итогам служебного расследования событий в Мукачево был уволен подполковник СБУ Василий Щадей, организовавший встречу бойцов «Правого сектора» и группы нардепа Михаила Ланьо, во время которой и возник конфликт.

### Реакция зарубежных партнёров
По сообщению transkarpatia.net, Венгрия усилила охрану своей границы с Украиной из-за событий в Мукачево, усилила проверку въезжающего транспорта и увеличила количество полицейских патрулей в приграничных венгерских сёлах, на выездах с КПП. Как заявил в интервью венгерской деловой газете «Napi Gazdaság» глава кабинета премьер-министра Венгрии Янош Лазар, венгерское правительство серьёзно озабочено событиями в Мукачево и намерено защищать венгров, живущих на Украине.
Мониторинговая миссия ОБСЕ направила свой патруль для наблюдения за ситуацией, складывающейся в районе Мукачево.
21 июля Закарпатье посетил посол США Джеффри Пайет. Проведя переговоры с главой ОГА Геннадием Москалём, он полностью поддержал действия властей Украины и осудил применение «Правым сектором» оружия.

### Реакция добровольческих формирований
В пресс-службе батальона «ОУН» заявили, что «на Закарпатье произошло то, что назревало месяцами, — бандиты попытались физически уничтожить бойцов „Правого сектора“». В связи с данными событиями батальон выразил готовность «стать плечом к плечу с собратьями в борьбе с внутренним оккупантом».
Руководство полка «Азов» заявило: «Мы понимаем недовольство украинского общества и патриотов негативными тенденциями в государстве. В то же время мы настаиваем на недопущении внутреннего противостояния в стране, ведущей тяжёлую войну с сильным противником». Командование полка предложило снять депутатскую неприкосновенность с депутатов Ланьо и Балоги и взять под полный контроль деятельность местных правоохранительных структур, участвовавших в конфликте.
Бойцы батальона спецназначения нацгвардии «Донбасс» призвали к немедленному прекращению всех попыток решить ситуацию в Мукачево силовым путём.

## Дальнейшие события

### Поиск скрывающихся
12 июля двое из заблокированных в лесном массиве бойцов «Правого сектора» сдались властям. Остальным удалось скрыться и уйти от преследования.
По данным МВД, 13 июля в Мукачевском районе были замечены 2 вооружённых человека в камуфляже ПС. Сотрудники милиции и СБУ пытались их задержать, но они скрылись, прикрываясь захваченным в заложники ребёнком. Позже ребёнка отпустили. На видео, размещённом на сайте МВД, ребёнок подтвердил своим рассказом версию МВД. «Правый сектор» назвал это видео фальсификацией и заявил, что «данная информация является частью открытой войны против нашего Военно-политического движения».
Всего по состоянию на 14 июля были задержаны 4 представителя «Правого сектора». СБУ провела многочисленные обыски у лиц, противостоявших «Правому сектору», — у них были изъяты огнестрельное оружие, гранаты, патроны и другое вооружение. Генеральная прокуратура 15 июля сообщила об изъятии оружия и боеприпасов в ходе обысков у участников движения «Правый сектор» и в офисе организации в Ужгороде. На 23 июля подозрение в совершении преступления по ч. 1 ст. 255 (создание преступной организации и участие в ней) и ч. 3 ст. 258 (террористический акт, повлёкший гибель человека) УК Украины было предъявлено прокуратурой 6 бойцам «Правого сектора», в том числе 4 задержанным.
14 июля во Львове возле участковых пунктов милиции произошли два взрыва, в результате которых два сотрудника органов внутренних дел получили ранения. МВД Украины заявило, что связывает эти взрывы с событиями в Закарпатской области; «Правый сектор» это обвинение отверг. В тот же день в аккаунтах главы МВД и администрации президента в соцсети Twitter появлялась информация, связанная с «Правым сектором», которую затем власти опровергли, заявив о взломе аккаунтов. 13 июля был взломан аккаунт Совета национальной безопасности и обороны Украины. Министр внутренних дел Арсен Аваков назвал эти события попыткой «перевести конфликт государства с бандитами во внутренний конфликт проукраинских патриотических сил».
В ночь на 15 июля в Ужгороде были сожжены 2 автомобиля, один из которых принадлежал работнику местной прокуратуры, а второй (по неподтверждённым данным) — представителю «Правого сектора».
В ночь на 18 июля двое неизвестных при нападении тяжело ранили охранника железнодорожного тоннеля между сёлами Нижнее Синевидное и Верхнее Синевидное во Львовской области.
20 июля в Городенковском райотделе милиции Ивано-Франковска неизвестными были сожжены 2 служебных автомобиля, ещё 1 повреждён.
Масштабная операция СБУ и Нацгвардии по прочёсыванию местности в районе горы Яворник на территории Закарпатской области продолжалась как минимум до конца июля, но закончилась безрезультатно. Высказывались предположения, что скрывавшиеся могли уйти в сторону польской границы либо за пределы области.
26 июля стало известно, что сотрудниками МВД предварительно установлены личности десяти предполагаемых участников инцидента в спорткомплексе «Антарес» и перестрелки возле заправки «Народное».
2 августа пресс-секретарь 13-го батальона «Правого сектора» Алексей Бык заявил в эфире телеканала «112 Украина», что бойцы «Правого сектора», которые участвовали в событиях в Мукачеве, находятся в безопасном месте: «Их жизни угрожает опасность, поэтому любая информация по этому вопросу может причинить им вред, мы её не обнародуем».
6 августа глава Закарпатской областной государственной администрации Геннадий Москаль заявил в эфире «5 канала», что все участники конфликта в Мукачеве от «Правого сектора» идентифицированы. Пока от следствия скрываются 9 вооружённых представителей «Правого сектора», причастных к стрельбе в Мукачеве:
«В стрельбе участвовало, по моим данным, 14 человек, из них один убит, двое сдались, двое ранены, а остальные с оружием находятся неизвестно где. Руководство „Правого сектора“ должно понимать, что укрывание вооружённых преступников — это преступление».
6 августа глава временной следственной комиссии Николай Паламарчук сообщил, что в отношении бойцов «Правого сектора», участвовавших в перестрелке в Мукачево, в течение 2014—2015 годов было возбуждено около 10 уголовных дел за похищения людей, угрозы насилия, незаконное применение оружия.
18 августа МВД Украины объявило в розыск по подозрению в создании террористической организации командира 1 ЗБАТ ДУК ПС Романа Стойку («Чесний»).
В начале сентября Геннадий Москаль заявил в эфире телеканала «112 Украина», что бойцы «Правого сектора», которые участвовали в событиях в Мукачево, скрываются на базе ДУК под Днепропетровском.
8 сентября 2015 года в ДТП в Днепропетровской области погибли двое бойцов «Правого сектора», участвовавших в событиях в Мукачево.

### «Правый сектор»
17 июля на пресс-конференции в Киеве Дмитрий Ярош, взяв на себя ответственность за произошедшее в Мукачево, предложил амнистировать бойцов «Правого сектора», открывших стрельбу в Мукачево, в обмен на вступление «Правого сектора» в Вооружённые силы Украины «на наших условиях». Он отметил, что не оправдывает членов «Правого сектора», открывших огонь, но сказал, что «они воевали с прогнившей системой». По словам Яроша, «власть развернула информационную войну против „Правого сектора“ и пытается использовать этот инцидент для уничтожения наших структур — и боевых, и тыловых, и политической организации». Ярош также заявил, что он не призывал скрывающихся бойцов сдаваться, поскольку не верит в гарантии безопасности, а в случае отдания силовиками приказа об их ликвидации «Правый сектор» оставляет за собой право защищать своих бойцов.
21 июля на чрезвычайном съезде движения было принято решение о переименовании в «Национально-освободительное движение „Правый сектор“» и отказе от участия в местных выборах осенью 2015 года. В тот же день на Площади Независимости в Киеве прошло народное вече, организованное движением «Правый сектор». Лейтмотивом выступлений стала критика в адрес власти. Появившийся в самом конце Дмитрий Ярош объявил: «… К власти пришли истинные шаромыжники — и необходимо их выкинуть. Здания громить мы не будем: на этом вече начинается новый этап революции…!».
Фактически главным решением съезда стало сокращение деятельности политического крыла движения — партии «Правый сектор» — в пользу «силового крыла» (ДУК ПС), с одновременным отказом от участия в местных выборах и объявлением недоверия всей исполнительной и законодательной власти. В связи с этим было объявлено о требовании провести всеукраинский референдум о недоверии парламенту, правительству и президенту. Среди сопутствующих требований — введение военного положения, денонсация Минских соглашений с параллельной блокадой «оккупированных территорий» Крыма и Донбасса и безоговорочной легализацией добровольческих батальонов.

### Комиссия Паламарчука
18 сентября председатель Временной следственной комиссии (ВСК) Верховной рады Николай Паламарчук огласил промежуточный отчёт комиссии.
- Общей причиной событий, по мнению комиссии, стало то, что за время, прошедшее после «Революции достоинства», реальных перемен в регионе не произошло. На фоне сложной криминогенной обстановки и неудовлетворительного социально-экономического положения в регионе, характеризующегося массовой безработицей и чрезвычайно низким уровнем жизни подавляющего большинства населения, произошло обострение отношений между радикально настроенными элементами общества — в частности, вернувшимися из «зоны АТО», — и правоохранительными органами. Вооружённый конфликт стал возможен из-за наличия в Закарпатской области благоприятных предпосылок для безнаказанной деятельности вооружённых преступных группировок, в том числе использующих символику партийных организаций. В этих условиях под эгидой общественно-политических организаций сформировалась группа лиц, неудовлетворённых ситуацией в Закарпатье и, в частности, работой правоохранительной системы, которые попытались взять на себя функции правоохранительных органов и органов правосудия. В её состав, прикрываясь патриотическими лозунгами, вошли и лица, которые преследовали цели, отличающиеся от официальных целей этих общественно-политических движений, в том числе «Правого сектора». Деятельность этих лиц имела явно корыстную направленность — в частности, они стремились взять под свой контроль контрабанду в области и получать от неё большие прибыли.
- Руководитель областной прокуратуры сообщил комиссии, что со стороны запасного батальона ДУК «Правый сектор» отмечались попытки психологического давления на прокуратуру с целью воздействия на процессуальные решения в уголовных процессах, касающихся участников батальона. В частности, они угрожали представителям правоохранительных органов, а также непосредственно семье прокурора области и его заместителей, которые принимали участие в уголовных процессах в отношении представителей ДУК «Правый сектор».
- Как заявил руководитель комиссии, «есть основания полагать, что конфликт в Мукачево в значительной степени был спровоцирован действиями руководства УМВД и СБУ Закарпатской области, поскольку руководители и работники этих органов не только были проинформированы о встрече представителей ДУК „Правый сектор“ с народным депутатом Ланьо, но и участвовали в этой встрече и её оперативном сопровождении». Одной из причин этого, по мнению депутата, может быть личная заинтересованность руководителей УМВД и УСБУ Закарпатской области, причём некоторые из них после событий сохранили свои должности[84]
- На основании собранных комиссией материалов можно констатировать, что главной причиной вооружённого конфликта, произошедшего в Мукачево, стало выяснение отношений между представителями основных политических и предпринимательских группировок Закарпатской области по поводу контроля над потоками контрабанды, проходящими через территорию области. Контрабанда была и остаётся одним из ключевых факторов, который определяет не только состояние коррупции и организованной преступности, но и экономическую, политическую, социальную ситуацию в Закарпатской области, а также влияет на осуществление деятельности органов МВД, СБУ, превращая их во многих случаях из правоохранительной в противоправную. Правоохранительные структуры области вместо взаимодействия в исполнении предусмотренных законом функций по противодействию контрабанде соперничали за контроль над контрабандными потоками. Для прекращения контрабанды требуется фактически полная, а не выборочная смена руководящего состава правоохранительных органов Закарпатской области[18].